# Gonomyia (Leiponeura) furcilla
Gonomyia (Leiponeura) furcilla is een tweevleugelige uit de familie steltmuggen (Limoniidae). De soort komt voor in het Afrotropisch gebied.